# El libro Matriz de la Iglesia de Queniquea
El libro Matriz de la Iglesia de Queniquea es un registro parroquial iniciado en 1808 por el Sacerdote Josef Casimiro de Mora, en la población de Queniquea, cuando se desplaza la Iglesia de Río Bobo a esta población. En el libro va una serie de Inventarios de la época y aparece una especie de Acta de Fundación del Poblado, a cuya protección religiosa será la Virgen del Rosario.
- Datos: Q5825551